# Etiopie na Letních olympijských hrách 1996
Etiopie se účastnila Letní olympiády 1996 v americké Atlantě ve dvou sportech. Zastupovalo ji 18 sportovců.

## Medailisté
| Medaile | Jméno              | Sport    | Soutěž               |
| ------- | ------------------ | -------- | -------------------- |
| Zlato   | Haile Gebrselassie | Atletika | Muži běh na 10 000 m |
| Zlato   | Fatuma Roba        | Atletika | Ženy maraton         |
| Bronz   | Gete Wamiová       | Atletika | Ženy běh na 10 000 m |